# Cantón de Neuf-Brisach
El cantón de Neuf-Brisach era una división administrativa francesa, que estaba situada en el departamento de Alto Rin y la región de Alsacia.

## Composición
El cantón estaba formado por dieciséis comunas:
- Algolsheim
- Appenwihr
- Balgau
- Biesheim
- Dessenheim
- Geiswasser
- Heiteren
- Hettenschlag
- Logelheim
- Nambsheim
- Neuf-Brisach
- Obersaasheim
- Vogelgrun
- Volgelsheim
- Weckolsheim
- Wolfgantzen

## Supresión del cantón de Neuf-Brisach
En aplicación del Decreto nº 2014-207 de 21 de febrero de 2014, el cantón de Neuf-Brisach fue suprimido el 22 de marzo de 2015 y sus 16 comunas pasaron a formar parte del nuevo cantón de Ensisheim.